# Bielskie (Białoruś)
Bielskie (biał. Бельскія, Bielskija; ros. Бельские, Bielskije) – wieś na Białorusi, w obwodzie grodzieńskim, w rejonie lidzkim, w sielsowiecie Dzitwa.

## Historia
W dwudziestoleciu międzywojennym leżało w Polsce, w województwie nowogródzkim, w powiecie lidzkim, w gminie Lida. W 1921 wieś Bielskie liczyła 266 mieszkańców, zamieszkałych w 44 budynkach, wyłącznie Polaków. 264 mieszkańców było wyznania rzymskokatolickiego i 2 prawosławnego.
Po II wojnie światowej w granicach Związku Sowieckiego. Od 1991 w niepodległej Białorusi.